# Vice-Premier ministre d'Écosse
Le Vice-Premier ministre d'Écosse (anglais : Deputy First Minister of Scotland ; gaélique écossais : Leas-Phrìomh Mhinistear na h-Alba ; scots : Heid Meinister Depute o Scotland) est le deuxième ministre le plus haut gradé du gouvernement d'Écosse, derrière le Premier ministre,.
Le titulaire du poste remplace le Premier ministre en période d'absence ou de visites à l'étranger et devra répondre au Parlement écossais au nom du Premier ministre aux questions du Premier ministre[réf. souhaitée].
L'actuelle titulaire du poste est Kate Forbes depuis le 8 mai 2024.

## Liste des vice-Premier ministre d'Écosse
| Nom et fonctions | Nom et fonctions | Début du mandat  | Fin du mandat    | Gouvernement                      |
| ---------------- | --- | ---------------- | ---------------- | --------------------------------- |
|                  | Jim Wallace Justice (1999-2003) Entreprises et Formation continue (2003-2005)                                                                              | 19 mai 1999      | 23 juin 2005     | Dewar, McLeish, McConnell I et II |
|                  | Nicol Stephen Entreprises et Formation continue | 27 juin 2005     | 17 mai 2007      | McConnell II                      |
|                  | Nicola Sturgeon Santé et Bien-être (2007-2011) Santé, Bien-être et développement urbain (2011-2012) Infrastructures, Investissements et Villes (2012-2014) | 17 mai 2007      | 19 novembre 2014 | Salmond I et II                   |
|                  | John Swinney Finances, Constitution et Économie (2014-2016) Éducation et Compétences (2016-2021) Relance post-Covid (depuis 2021)                          | 21 novembre 2014 | 28 mars 2023     | Sturgeon I, II et III             |
|                  | Shona Robison | 29 mars 2023     | 8 mai 2024       | Yousaf                            |
|                  | Kate Forbes | 8 mai 2024       | En cours         | Swinney                           |